# Zostawić Las Vegas (film)
Zostawić Las Vegas – filmowy dramat produkcji amerykańskiej z 1995 roku z Nicolasem Cage’em i Elisabeth Shue w rolach głównych, wyreżyserowany przez Mike’a Figgisa na podstawie na wpół autobiograficznej powieści Johna O’Briena o tym samym tytule. Film nakręcony został techniką super 16mm, która nie jest uznawana za najlepszą dla produkcji komercyjnych.
Dwa tygodnie po rozpoczęciu produkcji filmu O’Brien popełnił samobójstwo. Rozważano wówczas przerwanie prac, ale zdecydowano się kontynuować.
„Zostawić Las Vegas” przedstawia m.in. późne stadium alkoholizmu. Postać Nicolasa Cage’a w większości scen pije albo doświadcza symptomów odstawienia, np. delirium tremens.

## Fabuła
Ben Sanderson (Nicolas Cage) to uzależniony od alkoholu scenarzysta, który utracił wszystko z powodu swojego nałogu. Kiedy szef wyrzuca go z pracy, Sanderson sprzedaje cały swój majątek i jedzie do Las Vegas, aby tam popełnić samobójstwo, nadal mocno racząc się alkoholem. W mieście poznaje Serę (Elisabeth Shue) – prostytutkę. Rodzi się między nimi silne uczucie przyjaźni i wzajemnego zrozumienia. Jednakże ich znajomość jest z góry skazana na niepowodzenie. Sera i Ben zawierają między sobą umowę: on nie będzie krytykował jej zawodu, a ona nigdy nie poprosi go, żeby przestał pić. Niestety, po kilku dniach obydwoje stają się coraz bardziej sfrustrowani wzajemnym zachowaniem. W końcu, pewnej nocy, Sera zdenerwowana ciągłym piciem Bena, prosi go, by wreszcie zobaczył się z lekarzem. Ben, który wpada w furię, lecz jest zbyt pijany, żeby wyrazić swe uczucia, wychodzi z domu i idzie spać z inną prostytutką. Po tym zdarzeniu Sera wyrzuca Bena z domu i znów oddaje się prostytucji, aż zostaje zgwałcona i pobita przez trzech młodych brutalnych mężczyzn. Wkrótce odbiera telefon Bena, który leży na łożu śmierci. Sera idzie jeszcze raz zobaczyć Bena, który zamieniwszy z nią kilka słów – umiera.

## Obsada
- Nicolas Cage – Ben Sanderson
- Elisabeth Shue – Sera
- Julian Sands – Yuri
- Richard Lewis – Peter
- Steven Weber – Marc Nussbaum
- Kim Adams – Sheila
- Emily Procter – Debbie
- Valeria Golino – Terri

## Nagrody i nominacje
Nagrody:
- Oscar w roku 1996 w kategorii najlepszy aktor dla Nicolasa Cage’a.
- Złoty Glob (1996) w kategorii Najlepszy Aktor w Dramacie – Nicolas Cage.
- Nagroda dla najlepszego aktora dla Nicolasa Cage’a na MFF w San Sebastián

Nominacje:
- Oscar w kategorii Najlepsza Aktorka Pierwszoplanowa – Elisabeth Shue
- Oscar w kategorii Najlepszy Reżyser – Mike Figgis
- Oscar w kategorii Najlepszy Scenariusz Adaptowany – Mike Figgis